# Integral de Stratonovich
Em processos estocásticos, a integral de Stratonovich, desenvolvida simultaneamente por Ruslan Stratonovich e Donald Fisk, é uma integral estocástica, sendo a alternativa mais comum à integral de Itō. Ainda que a integral de Itō seja a escolha mais comum em matemática aplicada, a integral de Stratonovich é usada frequentemente em física.
Em algumas circunstâncias, as integrais na definição de Stratonovich são mais fáceis de manipular. Diferentemente do cálculo de Itō, as integrais de Stratonovich são definidas de forma que a regra da cadeia do cálculo comum se aplica.
Talvez a situação mais comum em que tais integrais são encontradas seja como a solução das equações diferenciais estocásticas de Stratonovich. Estas são equivalentes às equações diferenciais estocásticas de Itō, sendo possível converter uma a outra sempre que uma das definições for mais conveniente.

## Definição
A integral de Stratonovich pode ser definida de forma similar à integral de Riemann, esta como um limite de somas de Riemann. Suponha que {\displaystyle W:[0,T]\times \Omega \to \mathbb {R} } seja um processo de Wiener e {\displaystyle X:[0,T]\times \Omega \to \mathbb {R} } um semimartingale adaptado à filtração natural do processo de Wiener. Então, a integral de Stratonovich
{\displaystyle \int _{0}^{T}X_{t}\circ \mathrm {d} W_{t}}
é uma variável aleatória {\displaystyle :\Omega \to \mathbb {R} } definida como o limite em média quadrática de
{\displaystyle \sum _{i=0}^{k-1}{X_{t_{i+1}}+X_{t_{i}} \over 2}\left(W_{t_{i+1}}-W_{t_{i}}\right)}
conforme a norma da partição {\displaystyle 0=t_{0}<t_{1}<\dots <t_{k}=T} de {\displaystyle [0,T]} tende a zero (no estilo de uma integral de Riemann–Stieltjes).

## Cálculo
Muitas técnicas de integração do cálculo comum podem ser usadas para a integral de Stratonovich. Se {\displaystyle f:} R {\displaystyle \rightarrow } R for uma função suave, então
{\displaystyle \int _{0}^{T}f'(W_{t})\circ \mathrm {d} W_{t}=f(W_{T})-f(W_{0})}
e, de forma mais generalizada, se {\displaystyle f:} R {\displaystyle \rightarrow } R for uma função suave, então
{\displaystyle \int _{0}^{T}{\partial f \over \partial W}(W_{t},t)\circ \mathrm {d} W_{t}+\int _{0}^{T}{\partial f \over \partial t}(W_{t},t)\,\mathrm {d} t=f(W_{T},T)-f(W_{0},0).}
Esta última regra é semelhante à regra da cadeia do cálculo comum.

### Métodos numéricos
Integrais estocásticas raramente podem ser resolvidas em forma analítica, o que torna a integração numérica do cálculo estocástico um tópico importante em todos os usos das integrais estocásticas. Várias aproximações numéricas convergem para a integral de Stratonovich e variações destas são usadas para resolver equações diferenciais estocásticas de Stratonovich. Entretanto, o esquema de Euler mais usado para a solução numérica de equações de Langevin, o método de Euler–Maruyama, exige que a equação esteja na forma de Itō.

## Notação diferencial
Se {\displaystyle X_{t}}, {\displaystyle Y_{t}} e {\displaystyle Z_{t}} forem processos estocásticos, tal que
{\displaystyle X_{T}-X_{0}=\int _{0}^{T}Y_{t}\circ \mathrm {d} W_{t}+\int _{0}^{T}Z_{t}\,\mathrm {d} t}
para todo {\displaystyle T>0}, também se escreve
{\displaystyle \mathrm {d} X=Y\circ \mathrm {d} W+Z\,\mathrm {d} t.}
Esta notação é frequentemente usada para formular equações diferenciais estocásticas, que são na verdade equações sobre integrais estocásticas. Isto é compatível com a notação para cálculo comum, por exemplo,
{\displaystyle \mathrm {d} (t^{2}\,W^{3})=3t^{2}W^{2}\circ \mathrm {d} W+2tW^{3}\,\mathrm {d} t.}

## Comparação com a integral de Itō
A integral de Itō do processo {\displaystyle X} em relação ao processo de Wiener {\displaystyle W} é denotada por 
{\displaystyle \int _{0}^{T}X_{t}\,\mathrm {d} W_{t}}
Por sua definição, o mesmo procedimento é usado como acima na definição da integral de Stratonovich, exceto pela escolha do valor do processo {\displaystyle X} no ponto final à esquerda de cada subintervalo, isto é
{\displaystyle X_{t_{i}}} no lugar de {\displaystyle (X_{t_{i+1}}+X_{t_{i}})/2}
Esta integral não obedece a regra da cadeia do cálculo comum como a integral de Stratonovich obedece. Em vez disso, é necessário usar o levemente mais complicado lema de Itō. 
A conversão entre as integrais de Itō e Stratonovich pode ser realizada usando a fórmula
{\displaystyle \int _{0}^{T}f(W_{t},t)\circ \mathrm {d} W_{t}={\frac {1}{2}}\int _{0}^{T}{\partial f \over \partial W}(W_{t},t)\,\mathrm {d} t+\int _{0}^{T}f(W_{t},t)\,\mathrm {d} W_{t},}
em que {\displaystyle f} é qualquer função continuamente diferenciável de duas variáveis {\displaystyle W} e {\displaystyle t} e a última integral é uma integral de Itō.
Segue-se que, se {\displaystyle X} for uma difusão de Itō homogênea em tempo com coeficiente de difusão continuamente diferenciável {\displaystyle \sigma }, isto é, se satisfizer a equação diferencial estocástica {\displaystyle \mathrm {d} X_{t}=\mu (X_{t})\,\mathrm {d} t+\sigma (X_{t})\,\mathrm {d} W_{t}}, temos
{\displaystyle \int _{0}^{T}\sigma (X_{t})\circ \mathrm {d} W_{t}={\frac {1}{2}}\int _{0}^{T}\sigma '(X_{t})\sigma (X_{t})\,\mathrm {d} t+\int _{0}^{T}\sigma (X_{t})\,\mathrm {d} W_{t}.}
De forma mais generalizada, para quaisquer dois semimartingales {\displaystyle X} e {\displaystyle Y},
{\displaystyle \int _{0}^{T}X_{s-}\circ \mathrm {d} Y_{s}=\int _{0}^{T}X_{s-}\,\mathrm {d} Y_{s}+{\frac {1}{2}}[X,Y]_{T}^{c},}
em que {\displaystyle [X,Y]_{T}^{c}} é a parte contínua da covariação.

## Aplicação
A integral de Stratonovich não tem uma importante propriedade da integral de Itō, que é "não olhar para o futuro". Em muitas aplicações práticas, como modelagem de preços de ações, só há informação sobre eventos passados, logo, a interpretação de Itō é mais natural. Em matemática financeira, a interpretação de Itō é geralmente usada.
Em física, entretanto, integrais estocásticas ocorrem como soluções de equações de Langevin. Uma equação de Langevin é uma versão rústica de um modelo mais microscópico. Dependendo do problema em consideração, tanto a interpretação de Stratonovich, como a de Itō, até interpretações mais exóticas, tal como a interpretação isotermal, podem ser apropriadas. A interpretação de Stratonovich é a mais usada nas ciências físicas.
O teorema de Wong–Zakai afirma que sistemas físicos com espectro de ruído não branco caracterizado por um tempo de correlação de ruído finito {\displaystyle \tau } podem ser aproximados por uma equação de Langevin com ruído branco na interpretação de Stratonovich no limite que {\displaystyle \tau } tende a zero.
Como o cálculo de Stratonovich satisfaz a regra da cadeia, as equações diferenciais estocásticas no sentido de Stratonovich são mais facilmente definíveis em variedades diferenciáveis do que apenas em Rn. A complicada regra da cadeia no cálculo de Itō o torna uma escolha mais estranha para variedades.

## Interpretação de Stratonovich e teoria supersimétrica das equações diferenciais estocásticas
Na teoria supersimétrica das equações diferenciais estocásticas, o operador de evolução estocástica de tempo finito tem como seu significado matemático mais natural o retrocesso estocasticamente mediado, induzido na álgebra exterior do espaço fásico pelos difeomorfismos definidos por equações diferenciais estocásticas dependentes de configuração de ruído. O operador é único e corresponde à interpretação de Stratonovich das equações diferenciais estocásticas. Além disso, a abordagem de Stratonovich é equivalente à convenção de simetrização de Weyl necessária para a desambiguação do operador de evolução estocástica durante a transição da integral de caminho à sua representação de operador. A argumentação amplamente difundida de que, diferentemente da abordagem de Itō, a abordagem de Stratonovich "olha para o futuro" é equivocada segundo I. V. Ovchinnikov. O autor também afirma que nenhuma das abordagens junto às equações diferenciais estocásticas "olha para o futuro". A única vantagem da abordagem de Itō seria que a mudança da coordenada em cada momento é dada como uma função explícita da coordenada atual, enquanto esta função está implícita em todas as outras abordagens. Entretanto, esta vantagem não tem significância matemática ou física e, consequentemente, a abordagem de Itō não teria vantagem comparada à de Stratonovich em se tratando de equações diferenciais estocásticas. Ao mesmo tempo, o uso da abordagem de Itō leva a um operador de evolução estocástica com o campo vetorial de fluxo deslocado quando comparado àquele da equação diferencial estocástica original sob consideração.